# Akuma
Akuma (Japans: "Duivel"), in Japan ook wel bekend als Gouki, is een speelbaar personage uit Capcoms reeks gevechtsspellen van Street Fighter. Het personage kwam voor het eerst voor in het spel Super Street Fighter II Turbo als een geheim karakter en verborgen eindbaas. In de verhaallijn van de Street Fighter-spellen is hij de jongere broer van Gouken, de sensei van Ryu en Ken.
Abel · 
Adon · 
Akuma · 
Alex · 
Balrog · 
Birdie · 
Blanka · 
Cammy · 
Charlie · 
Chun-Li · 
Cody · 
Crimson Viper · 
Dan · 
Dee Jay · 
Dhalsim · 
De Dolls · 
Dudley · 
Eagle · 
E. Honda · 
Elena · 
El Fuerte · 
Fei Long · 
Gen · 
Gill · 
Gouken · 
Guile · 
Guy · 
Hakan · 
Hugo · 
Ibuki · 
Ingrid · 
Juri · 
Karin · 
Ken · 
M. Bison · 
Makoto · 
Necro · 
Oni · 
Oro · 
Poison · 
R. Mika · 
Remy · 
Rolento · 
Rose · 
Rufus · 
Ryu · 
Sagat · 
Sakura · 
Sean · 
Seth · 
T. Hawk · 
Twelve · 
Urien · 
Vega · 
Yang · 
Yun · 
Zangief